# Inretjärnen (Jokkmokks socken, Lappland)
Inretjärnen är en sjö i Jokkmokks kommun i Lappland och ingår i Luleälvens huvudavrinningsområde.